# جاش-باشی
جاش-باشی (به لاتین: Jash-Bashy) یک روستا در قرقیزستان است که در شهرستان چنگ‌آلای واقع شده‌است. جاش-باشی ۲٬۰۴۱ نفر جمعیت دارد و ۲٬۴۴۲ متر بالاتر از سطح دریا واقع شده‌است.